# Gnomibidion translucidum
Gnomibidion translucidum är en skalbaggsart som först beskrevs av Martins 1960. Gnomibidion translucidum ingår i släktet Gnomibidion och familjen långhorningar.
Artens utbredningsområde är Panama. Inga underarter finns listade i Catalogue of Life.